# 네가 제일 제일 제일 중요해
《네가 제일 제일 제일 중요해》(你最最最重要)는 중국의 동영상 사이트 플랫폼 텐센트 비디오에서 주최한 걸 그룹 결성 프로젝트 서바이벌 프로그램 《창조영 2020》의 프로그램 주제 곡이다.
5월 2일, 디지털 싱글 유형으로 중국 음원 사이트에 곡을 발매하였다. 5월 10일, 중국 소셜 미디어 네트워크 서비스와 유튜브 등에서 공식 뮤직비디오를 공개하였다. 8월 11일, 프로젝트 걸 그룹 경당소녀 303의 1st EP 《캔디의 법칙》에 수록되어 발매되었다.